# Vladimir Ivanovič Fedoseev
Vladimir Ivanovič Fedoseev (Leningrado, 5 agosto 1932) è un direttore d'orchestra russo.

## Biografia
Fedoseev è diplomato alla Scuola musicale statale "Gnesin" (1957), ed al Conservatorio di Mosca (1972, corso post laurea con il professore L.M. Ginsburg). Quando era ancora studente, Fedoseev divenne direttore d'orchestra dell'Orchestra di strumenti popolari russi e poi per quindici anni ne fu il leader. Dal 1974 al 1999 fu direttore artistico e direttore principale della Grande orchestra sinfonica Čajkovskij della radio e della televisione dell'URSS. Ha anche lavorato come direttore principale dell'Orchestra Sinfonica di Vienna dal 1997 al 2004. A partire dal 2006 è direttore musicale della Orchestra sinfonica Čajkovskij a Mosca. 
Quando nell'inverno del 1975, l'Orchestra andò in tour in Giappone, un critico del quotidiano "Hota Shimbun" ha scritto: «Fedoseev ha elaborato il suo stile, la cui sostanza è l'accentuazione dei colori del ritmo e della linea melodica nonché l'impartire chiarezza e semplicità a composizioni musicali complesse. Dalla prima all'ultima battuta ha eseguito la Quinta Sinfonia di Shostakovich in modo chiaro e preciso e questa sua esecuzione non può essere soggetta a critiche, in quanto è impeccabile. »
Fedoseev ha particolarmente propugnato le opere di Rimskij-Korsakov e la musica di Valerij Gavrilin.
Artista del popolo dell'Unione Sovietica e della RSFS Russa, ha ricevuto tra le altre onorificenze il Premio di Stato dell'Unione Sovietica, il Premio di Stato Glinka della RSFSR e la distinzione come Cittadino dell'assedio di Leningrado. L'asteroide 7741 Fedoseev è stato chiamato così in suo onore.
Nel numero di ottobre 2012 di Sem' Isskustv il direttore d'orchestra Gennadij Roždestvenskij ricordò Fedoseev nel periodo della rimozione dei musicisti ebrei dall'Orchestra sinfonica). Roždestvenskij sembrava ritenere che Fedoseev avesse partecipato ad una purga antisemita.

## Discografia selezionata
La sua registrazione dell'opera comica May Night di Rimskij-Korsakov è stata assegnataria del premio Orphée d'Or dall'Accademia Francese del Disco Lirico.
Nel 2002-2003 l'etichetta svizzera Relief ha pubblicato una serie "Anni in Concordia 1974-1999", principalmente ristampe di registrazioni Melodija, in omaggio al lavoro di Fedoseev con la Grande orchestra sinfonica. Questa serie in particolare è caratterizzata dai libretti in cirillico per opere altrimenti poco conosciute in Occidente.